# Słota pawel
Paweł Słota ur. 1989 w Częstochowie. Polski malarz, rysownik, pedagog. 
Ukończył Akademię Sztuk Pięknych im. Jana Matejki w Krakowie w pracowni prof. Leszka Misiaka. Aneks z rysunku w pracowni prof. Teresy Kotkowskiej - Rzepeckiej, w późniejszych latach jej asystent w pracowni malarstwa, na wydziale malarstwa. Obecnie asystent w I Pracowni Rysunku i Malarstwa na wydziale Architektury Wnętrz ASP w Krakowie. 

Autorka licznych nagrod i wyroznien.
1. ↑  Paweł Słota — Wydział Architektury Wnętrz ASP w Krakowie [online], waw.asp.krakow.pl [dostęp 2025-08-20] (ang.).

Syn malarza Dariusza Słoty(1957-2023)